# Grešle
Grešle (z něm. Groschel – grošíček) byla původně drobná německá stříbrná mince ražená od roku 1559. V Čechách byla stříbrná grešle o průměru 16,4 mm a hmotnosti 0,73 g poprvé ražena roku 1624 císařem Ferdinandem II. Na rubu mince bylo vyobrazeno říšské jablko s číslicí 3, protože hodnota mince se rovnala 1/3 krejcaru, proto se jí říkalo v Čechách trojníček.

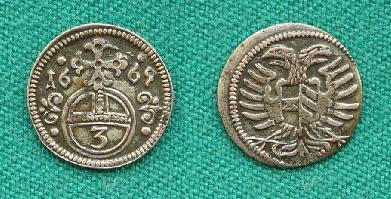
Grešle Leopolda I.

Marie Terezie zavedla měděnou grešli o průměru 17,5 mm a hmotnosti 1,67 g. Protože ražba této mince byla kvůli její malé velikosti velice nepraktická, od roku 1760 se razila mince větší (23,2 mm a hmotnost 8,25 g). Naposledy byl tento typ měděné grešle ražen roku 1768 v pražské mincovně.
Poslední grešle se razily na začátku vlády Josefa II. v letech 1781–1782.

## V jazyce
Hodnotu grešle charakterizuje lidové rčení: nestojí ani za zlámanou grešli. Rozlámání mince na menší kousky totiž dále snížilo její už tak nízkou hodnotu.

## Přehled vydaných grešlí
| panovník  | kov | průměr (mm) | hmotnost (g) | ročník | mincovna  |
| --------- | --- | ----------- | ------------ | ------ | --------- |
| Josef II. | Cu  | 23 - 23,5   | 35 - 36      | 1781   | A (Vídeň) |
|           |     |             |              | 1782   | A (Vídeň) |